# Хулап, Владимир Фёдорович
Влади́мир Фёдорович Хула́п (род. 10 октября 1973) — российский богослов, педагог и религиозный публицист. Священник Русской православной церкви (РПЦ МП), протоиерей, доктор теологии, клирик Фёдоровского собора. Член общецерковного докторского диссертационного совета, член Межсоборного присутствия, член Синодальной библейско-богословской комиссии, член рабочей группы по диалогу РПЦ МП с Лютеранской церковью Финляндии. Проректор по учебной работе Санкт-Петербургской духовной академии, заведующий кафедрой церковно-практических дисциплин Санкт-Петербургской духовной академии. Директор института социального образования Русской христианской гуманитарной академии. Также является ведущим специалистом РПЦ МП по теории и практике социального служения, также специалистом по исторической литургике.
Является редактором журнала «Вода живая», членом редколлегии журнала «Христианское чтение», а также автором ряда статей на других православных информационных порталах. Помимо этого, выступает с лекциями по исторической литургике на радиостанции «Град Петров» и на телеканале «Союз».

## Биография
Родился 10 октября 1973 года в г. Грозном Чечено-Ингушской АССР. После школы поступил на факультет радиофизики и электроники Университета, но через два года поступил в Санкт-Петербургскую духовную семинарию. После окончания Санкт-Петербургской духовной семинарии (1996 г.) учился на богословском факультете в Институте Восточных Церквей г. Регенсбурга (Германия), где в 2001 году защитил докторскую диссертацию на тему: «Coniugalia festa: eine Untersuchung zu Liturgie und Theologie der christlichen Eheschließungsfeier in der römisch-katholischen und byzantinisch-orthodoxen Kirche mit besonderer Berücksichtigung der byzantinischen Euchologien» (Coniugalia festa. Исследование богословия и чинопоследования заключения брака на Востоке и Западе). В этом же году защитил кандидатскую диссертацию в Санкт-Петербургской духовной академии на тему «Православная пасхалия в своем историческом развитии».
С 2001 по 2003 годы преподавал в Минской духовной академии, а также на факультете теологии Европейского государственного университета г. Минска (2001—2004 гг.) и на факультете теологии Белорусского государственного университета (2004—2006 гг.). С 2005 по 2006 годы преподавал в Библейско-богословском институте св. ап. Андрея, где занимал должность проректора по научной работе.
21 июля 2006 года был рукоположён в сан диакона митрополитом Санкт-Петербургским и Ладожским Владимиром (Котляровым) в Казанском кафедральном соборе. 21 сентября 2006 года рукоположён в сан священника и прикреплён к храму св. равноап. Марии Магдалины г. Павловска. В этом же году он начал нести послушание в Санкт-Петербургском епархиальном управлении.
В 2009 г. становится преподавателем, а также проректором по учебной работе и заведующим кафедрой церковно-практических дисциплин в Санкт-Петербургской православной духовной академии. В этом же году он входит в состав Синодальной библейско-богословской комиссии и в рабочую группу по подготовке современного катехизиса Русской Православной Церкви. В 2010 году входит в состав Межсоборного присутствия Русской Православной Церкви, а в 2011 — Общецерковного докторского диссертационного совета.
С 2011 года и по настоящее время является штатным клириком Феодоровского собора г. Санкт-Петербурга.

## Социальная деятельность
С 2007 года является директором благотворительной организации помощи детям-инвалидам со множественными нарушениями «Подорожник».
Является автором следующих пособий:
- «Социальное служение Русской православной церкви»[14];
- «Организация работы с подростками и молодежью в Русской православной церкви: коллективная монография»;
- «Православно-ориентированное социальное добровольчество: теория, практика, перспективы» (коллективная монография);
- «Технологии работы с семьей: христианский подход. Коллективная монография».

## Преподаваемые дисциплины
- Введение в историческую литургику;
- История чинопоследований Таинств;
- Календарь и пасхалия;
- Богословие и история христианской диаконии;
- История Западных исповеданий и сравнительное богословие;
- Новейшая история западных исповеданий;
- Пастырское богословие;
- Социальное служение Русской Православной Церкви;
- Методика преподавания в высшей школе[13].

## Церковные награды
Богослужебные:
Право ношения набедренника, камилавки, палицы, наперсного и докторского креста, в 2011 году возведён в сан протоиерея.
Ордена и медали:
- орден Русской Православной Церкви свт. Макария, митр. Московского, III ст. (2009);
- медаль Санкт-Петербургской митрополии св. ап. Петра I ст. (2013);
- медаль св. ап. Иоанна Богослова Санкт-Петербургской православной духовной академии III ст. (2014).

Прочие награды:
- степень «Наставник молодежи» почетного знака св. Татианы (2011);
- юбилейная медаль «В память 1000-летия преставления равноапостольного великого князя Владимира» (2015)[13].

## Публикации
Монографии:
- Православная пасхалия в своем историческом развитии. — СПб., 2001. — 130 с.
- Coniugalia Festa. Eine Untersuchung zu Liturgie und Theologie der christlichen Eheschließungsfeier in der römisch-katholischen und der byzantinisch-orthodoxen Kirche mit besonderer Berücksichtigung der byzantinischen Theologie. Augustinus-Verlag, 2003. — 300 S. — ISBN 978-3-429-04160-1
- Истории, рассказанные Христом. М.: ЭКСМО 2008. 320 с. ISBN 978-5-699-29963-8
- Социальное служение Русской Православной Церкви: мультимедийное учебное пособие /под ред. прот. В. Хулапа, И. В. Астэр — СПб: СПбГИПСР, 2014.
- Организация работы с подростками и молодежью в Русской Православной Церкви: коллективная монография / под ред. прот. В.Хулапа, И. В. Астэр. — СПб.: РХГА, 2017. 303 с.
- Венцы любви. Книга о таинстве Венчания. — М.: Никея, 2017. — 144 с.
- Евангельские притчи вчера и сегодня. Культурный контекст, толкования святых отцов, исторические свидетельства. — М.: Никея, 2018. — 320 с.
- Православно-ориентированное социальное добровольчество: теория, практика, перспективы (коллективная монография) / В. Ф. Хулап, прот., И. В. Астэр, В. А. Павлова. — СПб.: ЦРКиСО, 2018. — 200 с. (Христианство. Человек. Общество)
- Технологии работы с семьей: христианский подход. Коллективная монография / под ред. прот. В.Хулапа, И. В. Астэр. — СПб.: ЦРКиСО, 2020
- Serving Communion. Re-thinking the Relationship between Primacy and Synodality. A Study by the Saint Irenaeus Joint Orthodox-Catholic Working Group. Los Angeles, 2019. — 114 p. (коллективная монография)
- Im Dienst an der Gemeinschaft. Das Verhältnis von Primat und Synodalität neu denken. Gemeinsamer orthodox-katholischer Arbeitskreis St. Irenäus. Paderborn 2019. — 98 S. (коллективная монография)
- International Handbook on Ecumenical Diakonia. Ed. by G. Ampony, M. Büscher, et al. Oxford. 2021. — 764 p.

Статьи:
- Storia del rito e della comprensione teologica del sacramento del matrimonio in Oriente ed in Occidente // «La comunione nuziale» Oriente e Occidente in dialogo sull’amore umano e la famiglia. A cura di F. Pilloni. Studi sulla Persona e Famiglia 11 — Atti Collana pubblicata in collaborazione con il Pontificio Istituto Giovanni Paolo II per Studi su Matrimonio e Famiglia. S.r.l. Sienna 2011. — P. 55-65.
- Профилактика абортов в новом российском законодательстве и опыт Римско-Католической Церкви в Германии 1990-х г. // Folia Petropolitana. 2012. — № 1. — С. 56-62.
- Religious education from a Christian point of view // Sinappi, St. Petersburg and Siikaniemi. 2013. — № 13. — P. 236—247.
- Problѐmes pastoraux d’une réforme du calendrier liturgique en Russie // Contacts. 2013. — № 243. — P. 363—376.
- Реформа и традиции в православном духовном образовании // Конфессии в зеркале науки: социальное служение, образование и культура. Сборник материалов Международной научной конференции РХГА 29-31 мая 2012 г. — СПб., 2013. — С. 244—247.
- Барменская декларация: Solus Christus в эпоху «принципа фюрера» // Сборник материалов XIII Свято-Троицких ежегодных международных академических чтений в Санкт-Петербурге 26 мая — 1 июня 2013 г. — СПб., 2013. — С. 169—171.
- Интеграция тематики социального служения в образовательный процесс духовных учебных заведений Русской Православной Церкви // Психолого-социальная работа в современном обществе: проблемы и решения. Сборник материалов международных научно-практических конференций / Под общ. Ред. Ю. П. Платонова. СПб.: СПбГИПСР, 2012. — С. 556—560.
- Формирование системы диаконического образования в Русской Православной Церкви // Социальное служение Православной Церкви: проблемы, практики, перспективы. Материалы Всероссийской научно-практической конференции 7-8 июня 2013 г. — СПб., 2013. — С. 9-15.
- Перспективы использования дистанционного обучения в диаконическом образовательном процессе // Социальное служение Русской Православной Церкви: проблемы, практики, перспективы: материалы международной научно-практической конференции, 5-7 июня 2014 г.. — СПб.: СПбГИПСР, 2014. — С. 10—163.
- Диаконическая составляющая образовательного процесса в духовных учебных заведениях Русской Православной Церкви // Истина и диалог. Сборник материалов XIV Свято-Троицких ежегодных Международных академических чтений в Санкт-Петербурге 28-31 мая 2014 г. СПб.: Издательство РХГА, 2014. — С. 48-49.
- Притча о милосердном самарянине как основа христианской благотворительности // Социальное служение Православной Церкви: проблемы, практики, перспективы: материалы международной научно-практической конференции, 24-26 ноября 2016 г. СПб.: РХГА, 2016. — С. 82-85.
- Экспертная оценка диаконических проектов в рамках церковно-государственного сотрудничества в Германии // XXVII Ежегодная богословская конференция Православного Свято-Тихоновского гуманитарного университета. — М.: ПСТГУ, 2017.
- Психологическое консультирование в Евангелической церкви Германии // Ежегодная Сретенская научно-практическая конференция «Психея и Пневма». СПб: РХГА, 2017.
- Богохульство в уголовном праве Германии: история и современные дебаты // Государство, религия церковь в России и за рубежом. 2017. — № 2 (36) 2017.
- Иоганн Вихерн и институицонализация евангелической диаконии в Германии XIX в. // Материалы научно-практической конференции «Социальное служение Православной Церкви: проблемы, практики, перспективы» 23-25 ноября 2017 г. — СПб., 2017. — С. 134—139.
- Die Orthodoxe Kirche zwischen Universalität und Ethnizität. Autokephalie, Diaspora und die Beziehungen zwischen Konstantinopel und Moskau. Catholica, 2017. — № 1. — p. 42-48.
- The Problems of Theological Education in Russia: Church, State, University // The State of Theological Education in Central and East European Universities. Challenges and Prospects in light of Seculaization and Globalization / Ed. by N. Asproulis and Stephen M. Garrett
- «Sakrament der Liebe». Zu einigen Aspekten der Theologie und Liturgie der orthodoxen Ehetheologie und -pastoral // Gott und die Ehe. Berufung — Begleitung — Sakrament / Hg. von M. Wladika, J. Reinprecht. Heiligenkreuz 2017. — S. 92-107.
- Die Russische Orthodoxe Kirche und die Diakonie // Ostkirchen und Reformation 2017: Begegnungen und Tagungen im Jubiläumsjahr. Band 3: Das Zeugnis der Christen im Nahen Osten. Evangelische Verlagsanstalt, 2018. — S. 349—356
- Современные учебники по диаконии на примере Германии: содержание и структура // Материалы ежегодной богословской конференции ПСТГУ. Секция «Диаконическое образование: теория и практика». М., 2018
- Russische Orthodoxe Kirche im Angesicht der sozial-ethischen Problematik: Herausforderungen und Chancen. Orthodoxes Forum, 2018 Feste, Orthodoxe. LKКR, Bd. 2.
- Die pastorale Ausbildung in Russland heute Auf dem Weg zur gesellschaftlichen Relevanz // Praktische Theologie, 2018. — № 1, S. 51-59.
- Die theologische Ausbildung im Kontext der kirchlich-staatlichen Beziehungen in Russland. Religion und Gesellschaft in Ost und West (в печати) 0,4 а.л.
- Der Glaube muss raus aus der Komportzone. Welt bewegt 2018. — S. 26-27.
- Дискуссии о реформе церковного календаря на Поместном Соборе 1917-18 гг. // Актуальные вопросы современного богословия и церковной науки : Материалы IX международной научно-богословской конференции, посвященной 100-летию начала мученического и исповеднического подвига Русской Православной Церкви, 28-29 сентября 2017 года / Санкт-Петербургская духовная академия. — СПб.: Изд-во СПбПДА, 2018. — С. 39-44.
- Организация диаконической работы со слепоглухими в Евангелической церкви Германии // Социальное служение Православной Церкви: проблемы, практики, перспективы: материалы научно-практической конференции, 13-14 июня 2019 г. СПб.: ЦРКиСО, 2019. — С. 208—213.
- Современные учебники по диаконии на примере Германии: содержание и структура // XXVIII Ежегодная богословская конференция Православного Свято-Тихоновского гуманитарного университета: Материалы. М.: Изд-во ПСТГУ, 2018. — С. 360—363.
- Ecumenism in Russian Orthodoxy: Contemporary Problems and Challenges (материалы конференции EuR 2019).
- 500-летний юбилей Реформации: экуменизм в церковно-общественном контексте современной Германии // Государство, религия, церковь в России и за рубежом. 2018. — № 4 (36). — С. 119—142.
- протоиерей Владимир Хулап. «Новый атеизм» в Германии и реакция на него: общий обзор // Труды кафедры богословия Санкт-Петербургской Духовной Академии. 2018. — № 1. — С. 33-46.
- «Милостыня есть тайна»: некоторые аспекты богословия диаконии у св. Иоанна Златоуста // Folia Petropolitana. 2018. — № 7.2. — С. 143—156.
- Der ukrainische Knoten: Kirche, Nation, Politik. Una sancta, 2019. — № 2. — S. 114—123
- C Theologische Ausbildung in Russland heute // Religion und Gesellschaft in Ost und West. 2018. — № 11. — S. 24-27.
- The Problems of Theological Education in Russia: Church, State, University // The State of Theological Education in Central and East European Universities. Challenges and Prospects in Llight of Secularization and Globalization / Ed. N. Asproulis, N. Vasilevich
- Развитие церковного социального добровольчества: основные условия // Социальное служение Православной Церкви: проблемы, практики, перспективы: материалы научно-практической конференции, 5 июня 2020 г. — СПб.: ЦРКиСО, 2020. — С. 30-37. (соавторы: Астэр И. В., Павлова В. А.)
- Discoveries in Training for Social Services in Orthodox Christianity // International Ressource Book on Ecumenical Diaconia. Genf 2020 (в печати) 0,3 а.л.
- Art. Feiertage, orthodox. Kirchenjahr. Seelsorge. Verlobung // LKRR
- Роль и основные принципы православной педагогики для церковного служения добровольцев // Вестник Православного Свято-Тихоновского гуманитарного университета. Серия 4: Педагогика. Психология. 2019. — № 54. — С. 51-63. (соавтор Астэр И. В.)
- В трудном поиске взаимопонимания // Вопросы теологии. 2019. Т. 1. — № 3. — С. 348—351.
- Служение общению: переосмысление связи между первенством и соборностью. Исследование Совместной православно-католической рабочей группы во имя св. Иринея Лионского // Вопросы теологии. 2019. Т. 1. — № 3. — С. 352—404. (соавтор: Пилипенко Е.)
- От анафемы к диалогу: отношение Римско-католической Церкви к атеизму на I и II Ватиканском соборе // Труды кафедры богословия Санкт-Петербургской Духовной Академии. 2019. — № 1 (3). — С. 98-111.
- L’avenir de l’œcuménisme dans l’orthodoxie russe. Problèmes et défis actuels // Istina, 2019. — № 2. — p. 167—178
- Организация католической и евангелической благотворительности в Германии: возможность применения опыта в российских условиях // Ежегодная богословская конференция Православного Свято-Тихоновского гуманитарного университета. 2021. — № 31. — С. 46-48.
- The Russian Orthodox Church and the COVID-19 Pandemic: Experiences, Reactions and Challenges // Understanding Ecclesial Communion in a Time of Social Distancing. Challenges for Worship, Evangelization and Ecumenism in a Pandemic
- Перспективы духовного образования в Санкт-Петербургской духовной академии // Христианское чтение. — 2021. — № 3.
- Eine praktische Ethik für die postmoderne Gesellschaft // RGOW 11/2020, S. 21-23.
- Die Russische Orthodoxe Kirche vor den Herausforderungen der Ökumene: Geschichte und Gegenwart // Orthodoxes Forum Russische Orthodoxe Kirche im Angesicht der sozial-ethischen Problematik // Pro Oriente Magazin 2/2021, — S. 5-6

Учебные пособия:
- Слово. Материалы передач на канале «Санкт-Петербург». Спб., 2018
- Литургия Преждеосвященных Даров: учебное пособие / под ред. прот. В. Хулапа. Спб.: Кафедра церковно-практических дисциплин Санкт-Петербургской Духовной Академии Русской Православной Церкви, 2019. 80 с.

переводы
- «К. Барт. Послание к Римлянам»;
- «Т. Шнайдер. Во что мы верим. Изложение Апостольского символа веры»;
- «Г.У. фон Бальтазар. Верую. Кто такой христианин?»;
- «К. Барт. Молитва»;
- «Маркус Кнапп Разум веры. Введение в основное богословие»[15].